# Bataille de Palestro
Il ne faut pas confondre la bataille de Palestro (1859) avec l'embuscade de Palestro (1956).
Deuxième guerre d'indépendance italienne
Batailles
- Montebello
- Varèse
- San Fermo
- Palestro
- Turbigo
- Magenta
- Melegnano
- Treponti
- Solferino
- San Martino

La bataille de Palestro est un épisode de la seconde guerre d'indépendance italienne. Elle se déroule le 31 mai 1859 à Palestro et oppose 14 000 Autrichiens à 21 000 Piémontais.

## Préambule
Après la bataille de Montebello du 20 mai, l'armée franco-piémontaise se déplace vers Novare afin de rejoindre la capitale de la Lombardie, Milan. Une partie de l'armée piémontaise s'avance vers Robbio pour couvrir le flanc droit des alliés et poursuivre les opérations de conquêtes.
Le matin du 30 mai les Piémontais traversent le fleuve Sesia et après de durs combats, ils sont en mesure de prendre et tenir le contrôle des villes de Palestro, Confienza et Vinzaglio. Le jour suivant, pour tester les intentions de l'ennemi, le Feld-maréchal Friedrich Zobel (en) ordonne l'attaque de Palestro avec deux de ses divisions d'infanterie.
La 4e division du général Cialdini se positionne entre Palestro et la route qui conduit vers Robbio, avec le 10e régiment d'infanterie piémontais à sa gauche et le 9e régiment pour défendre Cascina San Pietro, et le 3e régiment de zouaves sur le flanc droit, placé sur une grande île du fleuve dit de la Sesietta. Même le roi de Piémont-Sardaigne, Victor-Emmanuel II est à Palestro et il suit la première partie de la bataille depuis la tour du clocher de la ville.

## La bataille
Les Autrichiens attaquent d'abord la ligne de front à Palestro et ils sont repoussés rapidement vers Robbio, Cascina San Pietro subit de dures attaques des troupes provenant de Rosasco.
Voyant ses hommes en difficulté, Victor-Emmanuel II, en sa qualité de chef des zouaves français, charge les Autrichiens avec force, les repoussant jusqu'au pont de Brida, où beaucoup tombent dans l'eau du fleuve.
L'attaque reprend à Confienza emmenée par la 1re division de l'armée piémontaise.
La victoire est remportée par les Piémontais qui poursuivent leurs attaques à Magenta.

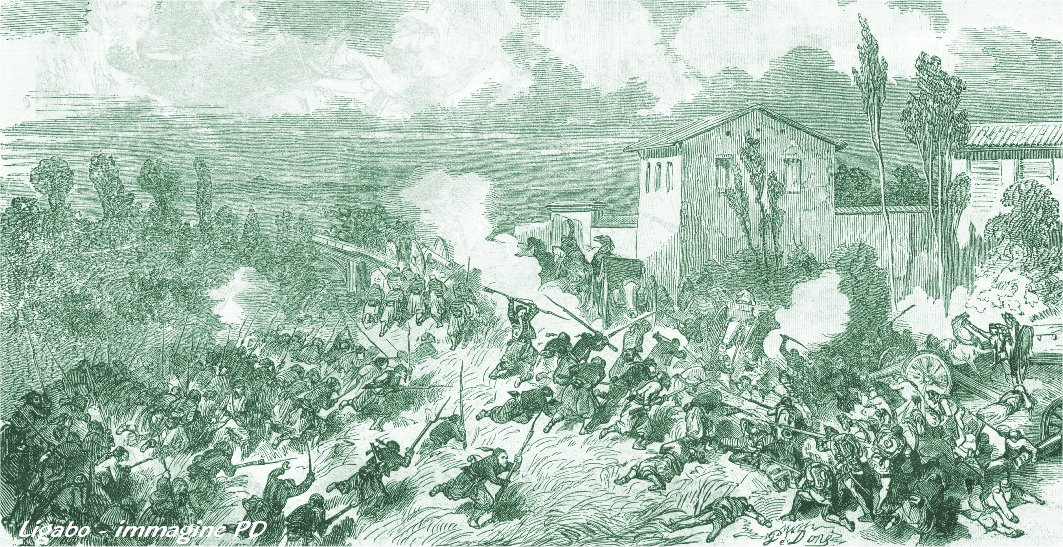
Le 3e régiment de zouaves a la bataille de Palestro

## Commémoration
Le souvenir de la bataille de Palestro est conservé par la rue de Palestro, dans le 2e arrondissement de Paris.
Le nom de Palestro a été donné en 1869 par Napoléon III à un village de colons situé entre Alger et la Kabylie (aujourd'hui Lakhdaria).

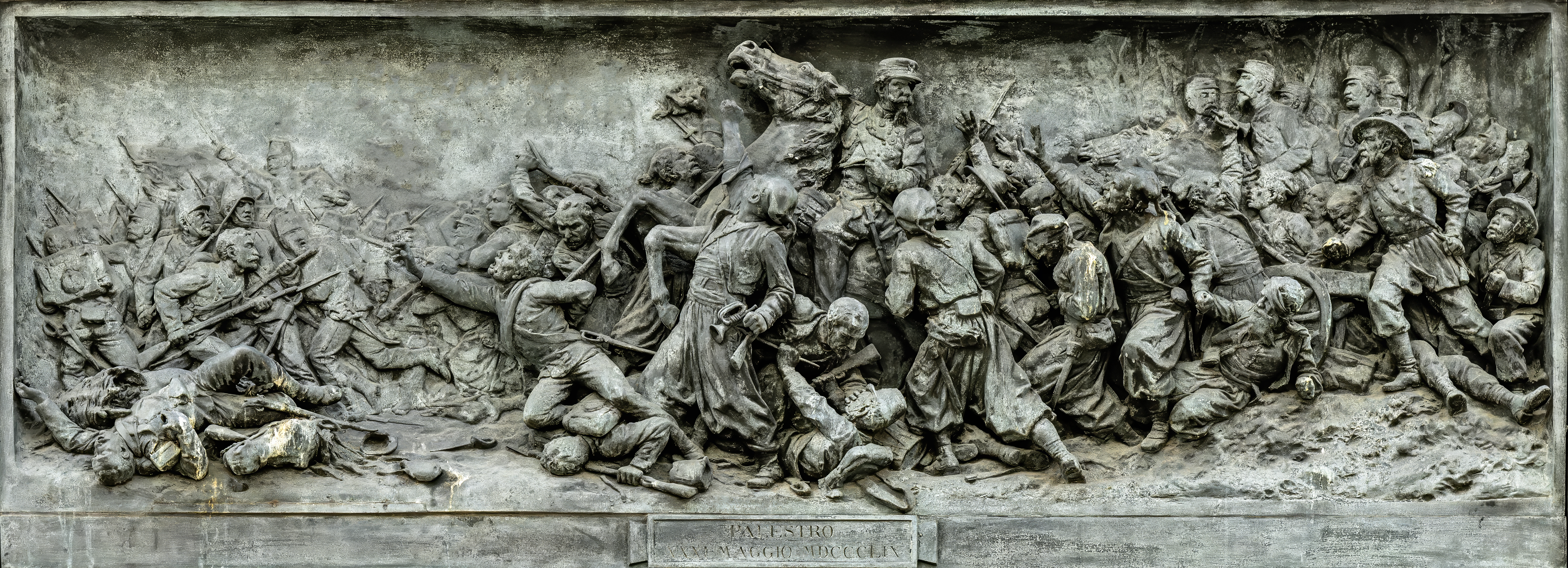
Battaglia di Palestro par Ettore Ferrari Venise